# Liste der Nationalstraßen in Burkina Faso
Diese Liste zeigt die Nationalstraßen in Burkina Faso auf. In Burkina Faso gibt es drei Typen von Straßen, zum ersten die Fernstraßen beginnend mit N, die Regionalstraßen beginnend mit R und die Departmental-Straßen beginnend mit D.

## Nationalstraßen
| Kurz | Name | Verlauf                                                                            | Länge  |
| ---- | ---- | ---------------------------------------------------------------------------------- | ------ |
|      | N1   | Ouagadougou – Bobo-Dioulasso                                                       | 360 km |
|      | N2   | Ouagadougou – Thiou – Grenze nach Mali                                             | 240 km |
|      | N3   | Ouagadougou – Ziniaré – Kaya – Dori – Gorom-Gorom – Grenze nach Mali               | 380 km |
|      | N4   | Ouagadougou – Kantchari – Grenze nach Niger                                        | 400 km |
|      | N5   | Ouagadougou – Pô – Grenze nach Ghana                                               | 160 km |
|      | N6   | Ouagadougou – Léo                                                                  | 160 km |
|      | N7   | Bobo-Dioulasso – Dangouadougou – Grenze nach Elfenbeinküste                        | 160 km |
|      | N8   | Bobo-Dioulasso – Koloko – Grenze nach Mali                                         | 120 km |
|      | N9   | Bobo-Dioulasso – Faramana – Grenze nach Mali                                       | 120 km |
|      | N10  | Bobo-Dioulasso – Ouahigouya                                                        | 360 km |
|      | N11  | Batié – Orodara                                                                    | 315 km |
|      | N12  | Pâ – Kodiénou – Grenze nach Elfenbeinküste                                         | 240 km |
|      | N13  | Yako – Léo                                                                         | 320 km |
|      | N14  | Koudougou – Djibasso – Grenze nach Mali                                            | 300 km |
|      | N15  | Sapaga (N4) – Pouytenga – Kaya – Kongoussi – Ouahigouya                            | 320 km |
|      | N16  | Koupéla – Tenkodogo – Grenze nach Togo                                             | 150 km |
|      | N17  | Tamboué (N5) – Tenkodogo – Sanga – Grenze nach Togo                                | 220 km |
|      | N18  | Taparko (N3) – Bogandé – Fada N'Gourma – Natiaboani – Nadiagou – Grenze nach Benin | 340 km |
|      | N19  | Kantchari – Diapaga – Tansarga – Grenze nach Benin                                 | 145 km |
|      | N20  | Léo – Djikologo                                                                    | 130 km |
|      | N21  | Koudougou – Toma – Tougan – Grenze nach Mali                                       | 200 km |
|      | N22  | Ouagadougou – Diguel – Grenze nach Mali                                            | 280 km |
|      | N23  | Ouahigouya (N2, N10, N15) – Titao – Djibo – Aribinda – Dori – Grenze nach Niger    | 360 km |
|      | N24  | Dori – Sebba – Solhan                                                              | 100 km |
|      | N25  | Pô (N5) – Guelwongo – Grenze zu Ghana                                              | 50 km  |
|      | N26  | Sanga (N17) – Cinkansé (N16)                                                       | 20 km  |
|      | N27  | Diébougou (N12) – Yéguérésso (N1)                                                  | 120 km |
|      |      |                                                                                    |        |
|      | N29  | Guiba (N17) – Manga – Zabré – Grenze nach Ghana                                    | 79 km  |